# Cantilenae Intelectuales de Phoenice Redivivo
Cantilenae Intelectuales de Phoenice Redivivo ou Intellectual Cantilenae é um livro alquímico de Michael Maier, publicado em 1622. Foi o último texto publicado durante sua vida.  A sua dedicação do livro a Frederico, príncipe da Noruega é datado 22 de agosto de 1662, em Rostock 
James Brown Craven descreveu-o como "um dos mais curiosos e raros dos livros de Maier". Ele teve conhecimento do livro apenas em uma tradução francesa de 1758:  Michael Maier "Cantilenae Intelectuais de Phoenice Redivivo"; ou Canções intelectuais sobre a ressurreição da Fênix, traduzido por M.L.L.M..  "O título promete muito": - "Nove tríades de canções intelectuais sobre a ressurreição da Fênix: ou o mais precioso de todos os medicamentos, o espelho e a simplificação deste Universo, mais para o ouvido do que para a mente, e a apresentação para o sábio como a chave dos três Segredos impenetráveis da Química (Alquimia). "
Como em Atalanta Fugiens, Maier organizou seu livro em vozes musicais. Cada uma das nove tríades é expressa como harmonias de Alto, Tenor e Grave vozes. Maier nos diz que o alto expressa "os doces tons de Vênus"; o tenor é o movimento da ala lateral; e o baixo é reservado para o leão. Maier Atribui propósitos distintos para estas vozes: "A primeira das tríades quadratícias trata dos nomes dados às diversidades; a segunda contém Alegorias; e na terceira encontram-se a aplicação dos mistérios desta Arte da Religião". 

## Histórico
Trata-se de * Uma alegoria sutil sobre os segredos da alquimia, muito útil para possuir e agradável de se ler (1618). Trad. Cantilenae intellectuales de phoenice redivivo, este são medicamentos muuito preciosos), (1622) : tradução de Mascrier, 1758, reeditado em 1984 Canções intelectuais sobre a ressurreição da Fênix, ou a mais preciosas das medicinas.
O original foi impresso pela primeira vez em Roma em 1622. A tradução em francês de 1758 é da gravura de 1623 em Rostock. Esta edição está em latim e francês, em páginas paralelas.
Uma tradução Inglesa foi feita a partir do francês por Mike Dickman em 1997. A edição alemã foi feita com comentários de Erik Leibenguth em 2002. 